# 웹 생태계
웹 생태계의 개념은 월드 와이드 웹(World Wide Web, WWW, W3)과 생태계(Ecosystem)의 개념으로부터 파생되었다.
월드 와이드 웹은 인터넷에 연결된 컴퓨터들을 통해 사람들이 정보를 공유할 수 있는 전 세계적인 정보 공간을 말한다. 간단히 웹(Web)이라 부르는 경우가 많다. 생태계는 상호작용하는 유기체들과 또 그들과 서로 영향을 주고받는 주변의 무생물 환경을 묶어서 부르는 말로 각 구성 요소들의 상호작용으로 구성된다.
웹 생태계(Web Ecosystem)란 그 단위인 정보가 다른 정보와 상호연결을 통해 형성된 유기체적 조직을 의미한다. 여기에는 물리적 시스템과 정보의 쌍방향 순환시스템이 모두 포함된다. 물리적 시스템은 정보와 정보의 접속을 위한 네트워크로 볼 수 있다. 정보의 쌍방향 순환시스템은 정보 생산과 소비의 연결, 그리고 피드백을 통해 서로 발전하는 것을 의미한다. 각 구성요소들은 상호작용을 통해 함께 진화(공진화)해 가치를 이끌어낸다. 
물리적 시스템(인터넷 생태계라고도 한다) 구성 4요소에는 콘텐츠 사업자(CP), 인터넷 서비스 사업자(ISP), 인터넷 백본 사업자, 이용자가 있다. 물리적 시스템에서는 망 중립성 문제가 발생한다. 이에 대한 원인으로 정보 크기의 증가를 들 수 있다.
정보의 쌍방향 순환시스템은 구성 4요소에는 정보 제공자와 정보 이용자, 정보 매개자, 광고주가 있다. 각각의 구성요소들은 정보의 흐름 속에서 상호작용을 통해 공통의 가치를 공유하고 함께 발전하고 있다. 하지만 정보 생산의 가치 저하, garbage의 증가 등의 문제가 발생하고 있다. 이에 대한 원인으로 정보 매개자의 역할증대, 상업 광고의 비약적 성장을 들 수 있다.

## 참고 문헌
- 김사혁, 『인터넷 생태계 진화에 따른 정책 시사점』, 정보통신정책 연구원, 2012
- 조은진, 변재호, 『인터넷 생태계 및 상호접속체계 진화방향 분석』, 정보통신산업진흥원, 2011